# 人身保護法 (イギリス)
人身保護法（じんしんほごほう、Habeas Corpus Act）は、1679年に成立したイギリスの法律。

## 歴史
フランスに亡命していたチャールズ1世の子が、1660年に帰国し、チャールズ2世（位1660 - 85）として即位した（イングランド王政復古）際、フランス王室の影響の強かったチャールズ2世はカトリックを保護し、絶対王政を目指し、清教徒派を逮捕し、弾圧したため、議会と対立した。チャールズ2世のカトリック擁護政策に対し、議会は、1673年に官吏と議員を国教徒に限るという審査法を制定後、1679年に、人身保護法（人身保護律）を改正し、国民を不当に逮捕しないことを定めた。
人身保護令状（ヘイビアス・コーパス）は13世紀初より発行されていたが、不当な逮捕の救済手段として用いられるようになっており、1679年の人身保護法では令状発行の対象を刑事犯全体に拡大したほか、発行の迅速化を図る改正が行われた。
1948年に制定された日本の人身保護法の範となっている。当初は、マグナ・カルタで教会や国民の活動に対する国王権（国家官吏）による不当な介入や不当な拘束の禁止などが謳われていたが、それが偏向、偏重して解釈されるようになり、中世には教会や地方の諸侯、地方官吏の権限が過剰に増大したために地方住民の権利が（特に清教徒に対して）不当に侵害されるようになった。そのことから、クロムウェル革命後の17世紀の清教徒革命での人権闘争（身体の自由の回復、拘束からの救済制度として、思想信教の自由権の保障制度の前提条件）として生じた（思想信教の自由権はのちに1689年寛容法で制定）。英国において中世に頻発した地方諸侯（地方官吏）や宗教裁判による地域住民に対する不当な拘束から、身体の自由の回復の救済制度（国王に対する直訴制度、教会権限に対抗する国王権の出動）として1670年には既に民事訴訟として慣習化されていた（Bushel's Caseも参照）。

## 関連図書
- Wood, James, ed. (1907). "Habeas Corpus" . The Nuttall Encyclopædia (英語). London and New York: Frederick Warne.